# Alpi Passirie
Le Alpi Passirie (Passeirer Alpen in tedesco) sono un gruppo montuoso delle Alpi Orientali. Si trovano lungo il confine tra l'Italia (provincia autonoma di Bolzano) e l'Austria (Tirolo). Prendono il nome dalla Val Passiria che le contorna ad est.

## Classificazione

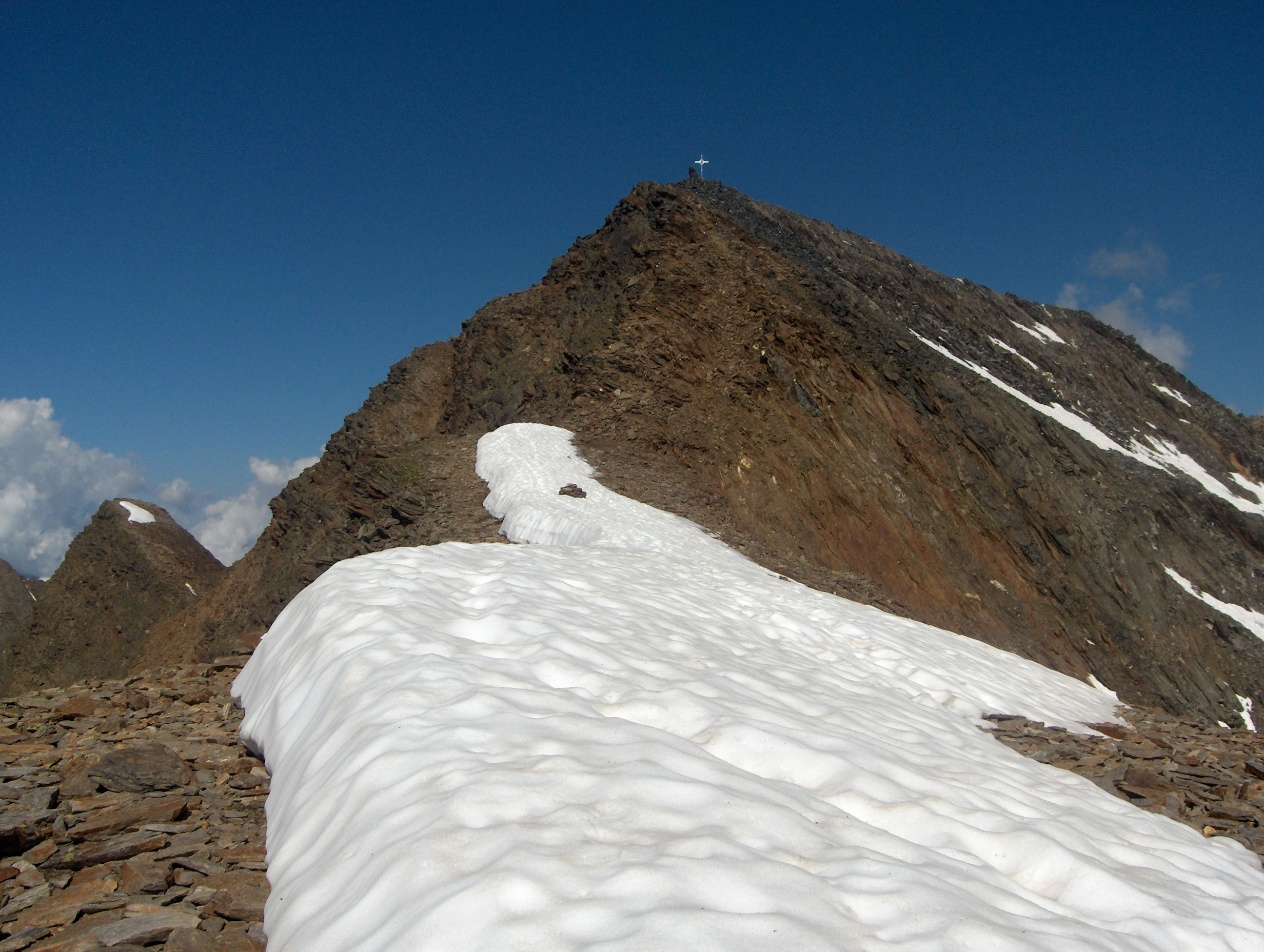
Monte Rosso

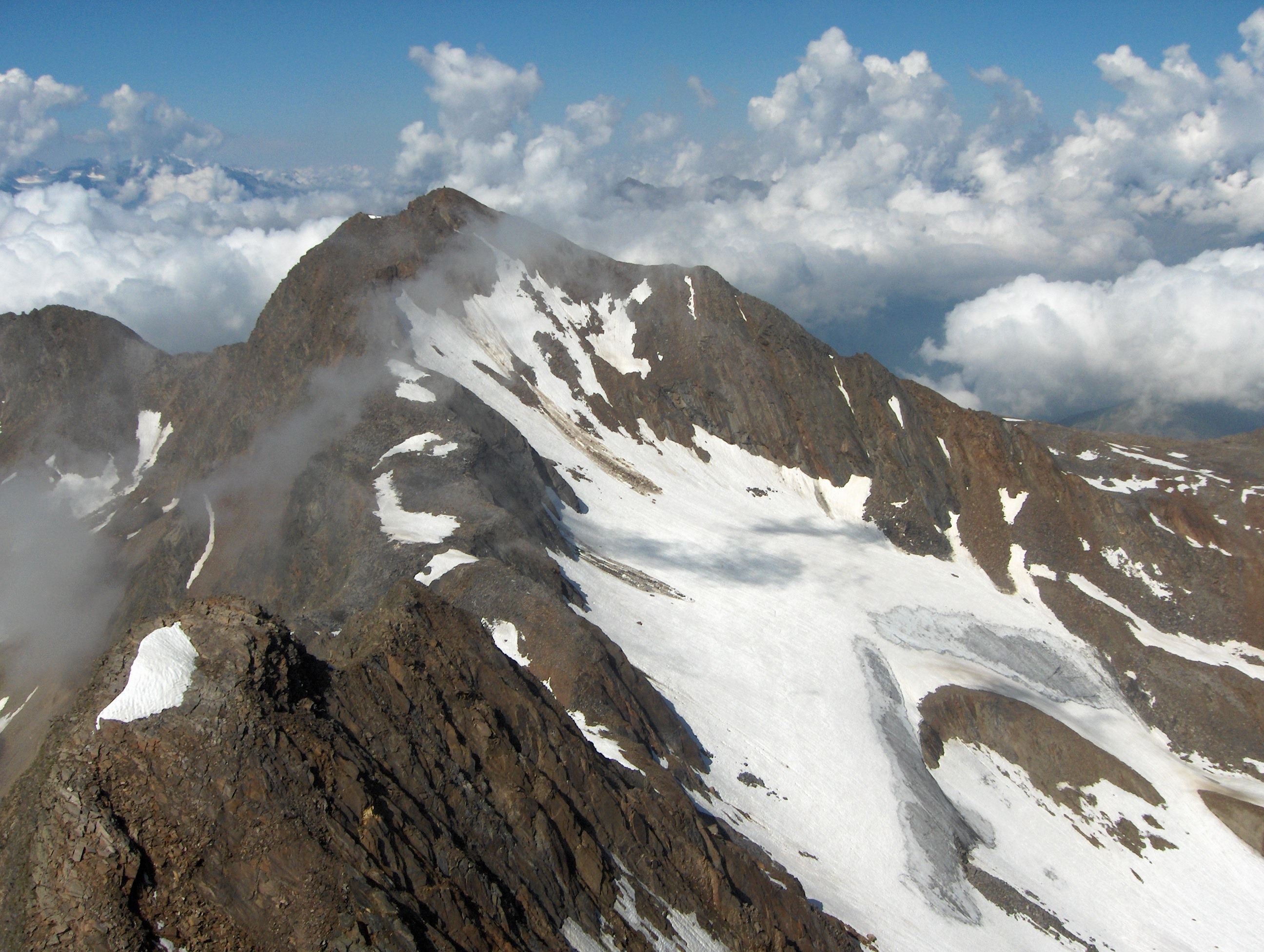
Cima Tessa

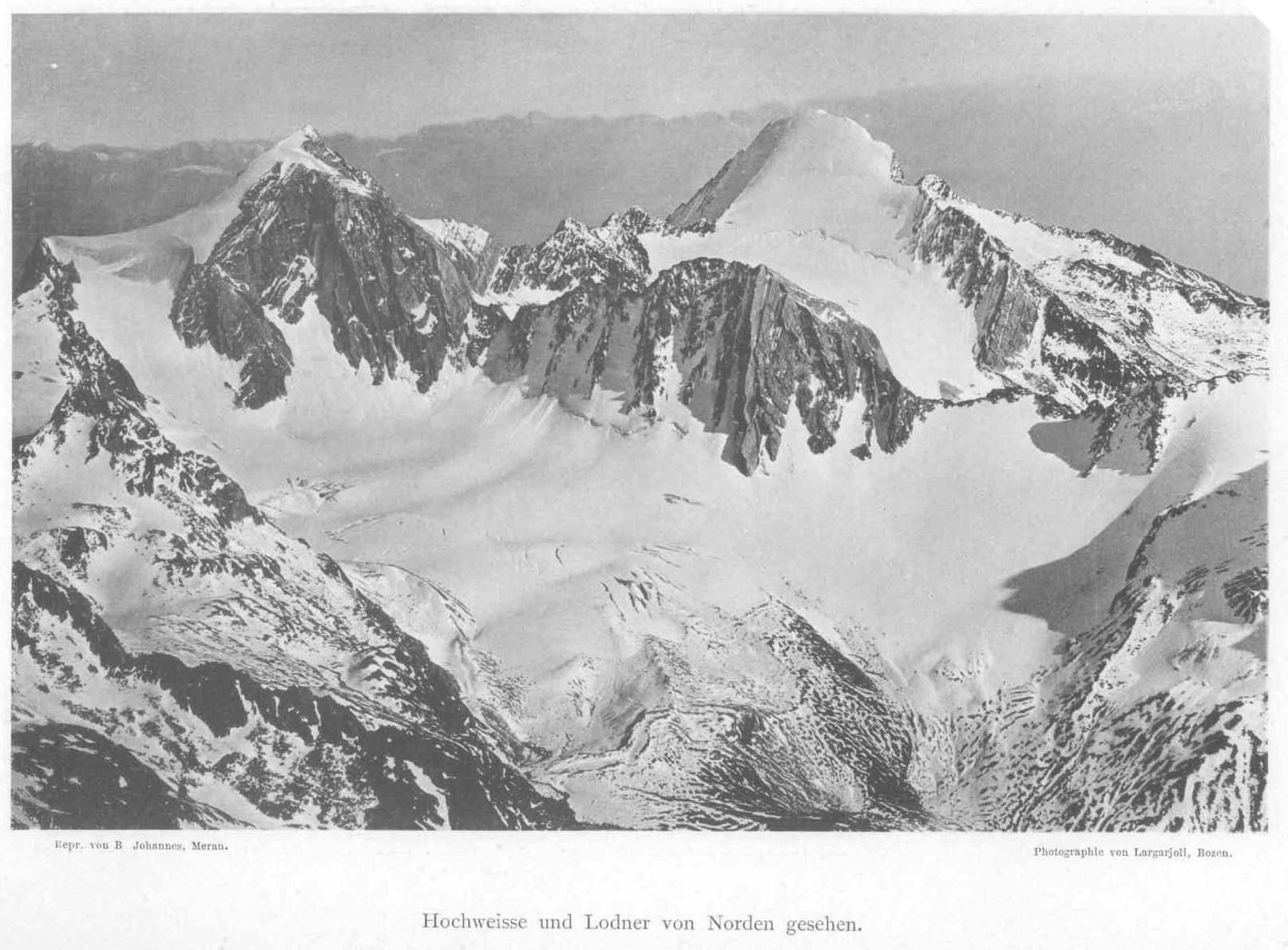
Cima Bianca Grande

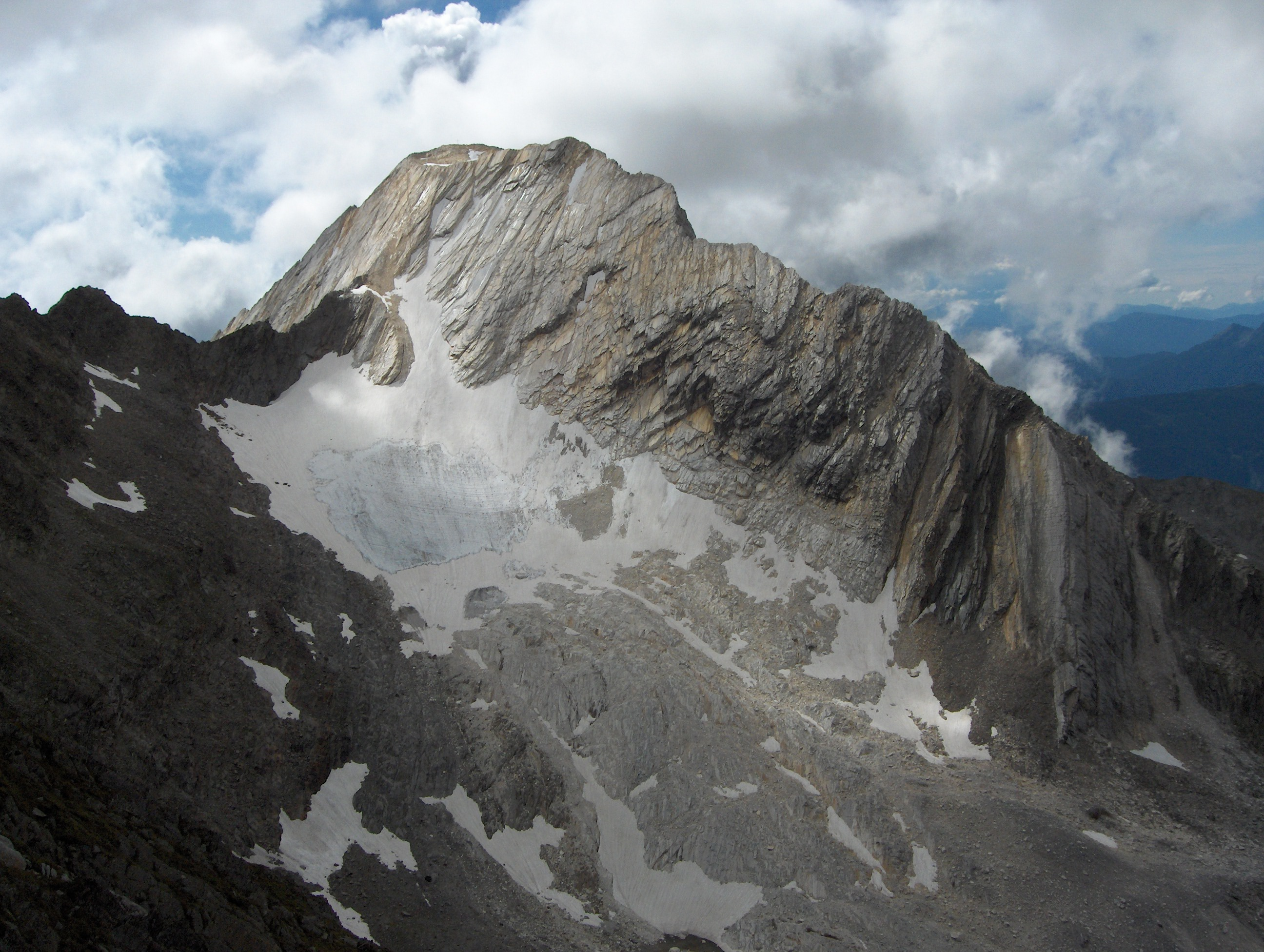
Cima Fiammante

La SOIUSA le vede come una parte delle Alpi Venoste. Distingue inoltre tra Alpi Passirie (in senso ampio) ed Alpi Passirie in senso stretto.
Le Alpi Passirie (in senso ampio) sono un supergruppo delle Alpi Venoste nelle Alpi Retiche orientali ed hanno come codice SOIUSA il seguente: II/A-16.I-B. Le Alpi Passirie in senso stretto sono le precedenti senza la Giogaia di Tessa, ovvero il Crinale di Gurgle (in tedesco Gurgler Kamm).
Secondo la Partizione delle Alpi le Alpi Passirie appartengono alle Alpi Retiche. Secondo la suddivisione didattica tradizionale le Alpi Passirie sono invece un gruppo delle Alpi Atesine.
Nel senso ampio vengono anche indicate con il nome "Catena Tessa-Cima delle Anime" (Texelgruppe) dalle due montagne più rappresentative: la Cima Tessa e la Cima delle Anime.

## Delimitazioni
Ruotando in senso orario i limiti geografici delle Alpi Passirie (in senso ampio) sono i seguenti: passo del Rombo, val Passiria, Merano, bassa val Venosta, val Senales, val di Fosse, passo Gelato, punta di Vallelunga (Langthaler Joch), Gurglertal, passo del Rombo.

## Suddivisione
Secondo la SOIUSA le Alpi Passirie (in senso ampio) sono suddivise in due gruppi ed otto sottogruppi:
- Giogaia di Tessa (6)
  - Gruppo della Fiammante (6.a)
  - Gruppo del Monterosso (6.b)
  - Gruppo del Gigot (6.c)
- Crinale di Gurgle o Alpi Passirie in senso stretto (7)
  - Gruppo della Cima delle Anime (7.a)
  - Gruppo della Cima della Chiesa (7.b)
  - Costiera del Monte Drone (7.c)
  - Gruppo del Monte Principe (7.d)
  - Gruppo del Monte Re (7.e)

## Montagne
Le montagne principali delle Alpi Passirie, in senso ampio, sono:
- Cima delle Anime (ted. Hinterer Seelenkogel) - 3.470 m
- Monte Principe (Hochfirst) - 3.403 m
- Cima della Chiesa (Liebener Spitz) - 3.389 m
- Monte Rosso (Roteck) - 3.337 m
- Cima Tessa (Texelspitze) - 3.316 m
- Cima Bianca Grande (Hohe Weiße) - 3.281 m
- Cima Fiammante (Lodnerspitze) - 3.219 m
- Cima Rocciosa (Scheiberkogel) - 3.135 m
- Monte Drone (Draunsberg) - 2.776 m